# Michael Joseph Murphy
Michael Joseph Murphy (Cleveland, 1º luglio 1915 – Erie, 3 aprile 2007) è stato un vescovo cattolico statunitense.

## Biografia
Michael Joseph Murphy nacque a Cleveland, in Ohio, il 1º luglio 1915, unico figlio di William Murphy (1875-1940) e Mary Bridget Patton (1889-1962). Suo padre era un americano irlandese di seconda generazione, mentre sua madre era immigrata dall'Irlanda, dove i suoi genitori vivevano sull'isola di Achill, nella contea di Mayo.

### Formazione e ministero sacerdotale
Frequentò le scuole elementari "Santa Rosa" e "San Giacomo" e nel 1933 si diplomò alla Cathedral Latin High School. Dopo aver frequentato la Niagara University di Lewiston per due anni, nel 1935 iniziò gli studi per il sacerdozio nel seminario "Santa Maria" di Cleveland. Una volta Murphy ricordò: "Non riesco a pensare di aver mai avuto un'altra aspirazione vocazionale rispetto al sacerdozio. E sin dai primi anni di scuola elementare, mia madre era solita ricordare che da giovane, tornando dalla chiesa, offrivo una messa da solo con un telo da bagno o qualcosa come una casula, era una sorta di routine".
In seguito venne inviato a Roma per proseguire gli studi presso il Pontificio collegio americano del Nord e la Pontificia Università Gregoriana, dove si laureò in filosofia. Nel 1940 dovette interrompere gli studi a causa dello scoppio della seconda guerra mondiale. Fece ritorno in patria e si iscrisse al Theological College dell'Università Cattolica d'America a Washington. Nel 1942 conseguì la licenza in sacra teologia.
Il 28 febbraio 1942 fu ordinato presbitero per la diocesi di Cleveland dal vescovo ausiliare James Augustine McFadden nella cattedrale di San Giovanni Evangelista. Dopo l'ordinazione tornò all'Università Cattolica d'America, per completare gli studi universitari. Nel 1943 entrò a far parte della facoltà del seminario "Santa Maria" come professore di teologia morale e di teologia pastorale. L'anno successivo divenne decano degli studenti e nel 1948 vicerettore. Dal 1963 al 1976 fu rettore del seminario.

### Ministero episcopale
Il 20 aprile 1976 papa Paolo VI lo nominò vescovo ausiliare di Cleveland e titolare di Arindela. Ricevette l'ordinazione episcopale l'11 giugno successivo dal vescovo di Cleveland James Aloysius Hickey, co-consacranti l'arcivescovo metropolita di Cincinnati Joseph Louis Bernardin e il vescovo emerito di Cleveland Clarence George Issenmann. Come motto episcopale scelse l'espressione "Pax et misericordia". Come ausiliare prestò servizio come vicario episcopale della contea di Summit con residenza ad Akron.
Il 20 novembre 1978 papa Giovanni Paolo II lo nominò vescovo coadiutore di Erie. Il 27 dicembre successivo fece il suo ingresso in diocesi. Presto visitò tutte le parrocchie e riorganizzò l'amministrazione diocesana per migliorare il servizio pastorale per i cattolici, delegando parte dell'autorità del vescovo e permettendo una maggiore partecipazione di religiosi e laici.
La sua lettera pastorale del 1980 sul matrimonio fu la base della politica diocesana sulla preparazione a questo sacramento. Lo stesso anno fu chiamato in Vaticano per una serie di incontri con papa Giovanni Paolo II, per discutere dei seminari cattolici americani: aveva una grande esperienza in materia, avendo trascorso gran parte del suo sacerdozio come insegnante e rettore del seminario diocesano. Oltre a raggruppare gli uffici diocesani, nel 1981 creò quattro vicariati.
Il 16 luglio 1982 succedette a monsignor Alfred Michael Watson. L'anno successivo fondò il programma Emmaus, una convocazione annuale del clero diocesano per la sua formazione spirituale. Nel 1984 annunciò un piano triennale per raccogliere 9 milioni di dollari per coprire le spese diocesane, compresi i bisogni educativi e sociali e il restauro della cattedrale di San Pietro. L'appello raccolse oltre 14 milioni di dollari. Nel 1985 avviò un processo di crescita spirituale chiamato RENEW che attirò la partecipazione di oltre 20 000 persone in tutta la diocesi e durò fino al 1988.
Promotore costante dell'etica di vita coerente, monsignor Murphy si opponeva sia all'aborto sia alla pena di morte. Nel 1986 scrisse una lettera aperta al governatore della Pennsylvania e futuro procuratore generale degli Stati Uniti Dick Thornburgh nella quale espresse la sua opposizione alla pena di morte, dicendo: "Siamo delusi, spaventati, irritati fino al punto di vendicarci quando le vite degli altri diventano così deformate e contorte da essere diventate distruttive della vita stessa. Ci chiediamo perché è stato dato loro il dono della vita. Ma il dono non è nostro. Né sta a noi dire: "Non meritano di vivere!". Nel messaggio per il Natale del 1989 dichiarò: "Come mezzo per la pace che Egli ci promette e che in effetti ha reso possibile per noi, possa il Principe della Pace donare a tutti noi e alla nostra nazione una reale consapevolezza della sacralità di tutta la vita umana, anche quella non ancora nata". Nel 1987 fondò il Centro cattolico "San Marco" e il comitato diocesano sulla sessualità umana e, su consiglio di pastori, presidi e dirigenti delle parrocchie, nel 1989 predispose l'accorpamento di alcune parrocchie la chiusura di una scuola.
Il 2 giugno 1990 papa Giovanni Paolo II accettò la sua rinuncia al governo pastorale della diocesi per raggiunti limiti di età. Trascorse i successivi sedici anni presso la parrocchia di San Patrizio a Erie.
Il 28 febbraio 2007 celebrò il 65º anniversario di sacerdozio. Noto per il suo arguto senso dell'umorismo, festeggiò il suo 90º compleanno con un giro in moto.
Morì nell'infermeria della casa madre delle suore della misericordia a Erie il 3 aprile 2007, all'età di 91 anni. In una lettera scritta a mano al suo successore, il vescovo Murphy lasciò chiare istruzioni per le sue esequie: "Mantieni la semplicità, mantieni la gioia". Voleva che il suo funerale riflettesse il modo in cui aveva vissuto la sua vita. Scelse una semplice cassa di pino, realizzata in un monastero trappista, come bara. Le esequie si tennero il 9 aprile alle ore 13:30 nella cattedrale di San Pietro a Erie e furono presiedute dal cardinale Justin Francis Rigali. L'omelia venne pronunciata dal vescovo ausiliare di Cleveland Alexander James Quinn. Fu sepolto accanto ai suoi genitori e vestito con i paramenti liturgici nel cimitero di San Giuseppe a Cleveland.

## Gestione dei casi di abusi sessuali
In un rapporto del grand jury pubblicato nell'agosto del 2018 dal procuratore generale della Pennsylvania Josh Shapiro, monsignor Murphy venne criticato per aver permesso al "prete predatore" Chester Gawronski di rimanere nella diocesi di Erie dopo aver ricevuto notizie secondo cui Gawronski stava abusando sessualmente di bambini. Sia Murphy sia il suo successore Donald Walter Trautman riassegnarono Gawronski a diverse parrocchie tra il 1987 e il 2002. Anche un'accusa di abuso sessuale contro il sacerdote William Presley, trasferito alla diocesi di Harrisburg nel 1986, fu segnalata alla diocesi dal suo accusatore nel 1982, nel 1987 e nel 2002.

## Genealogia episcopale
La genealogia episcopale è:
- Cardinale Scipione Rebiba
- Cardinale Giulio Antonio Santori
- Cardinale Girolamo Bernerio, O.P.
- Arcivescovo Galeazzo Sanvitale
- Cardinale Ludovico Ludovisi
- Cardinale Luigi Caetani
- Cardinale Ulderico Carpegna
- Cardinale Paluzzo Paluzzi Altieri degli Albertoni
- Papa Benedetto XIII
- Papa Benedetto XIV
- Papa Clemente XIII
- Cardinale Marcantonio Colonna
- Cardinale Giacinto Sigismondo Gerdil, B.
- Cardinale Giulio Maria della Somaglia
- Cardinale Carlo Odescalchi, S.I.
- Cardinale Costantino Patrizi Naro
- Cardinale Lucido Maria Parocchi
- Papa Pio X
- Cardinale Gaetano De Lai
- Cardinale Raffaele Carlo Rossi, O.C.D.
- Cardinale Amleto Giovanni Cicognani
- Cardinale John Francis Dearden
- Cardinale James Aloysius Hickey
- Vescovo Michael Joseph Murphy